# Hans Kinds
Hans Kinds (Assen, 20 maart 1947 – aldaar, 29 maart 2021) was een Nederlandse gitarist. Begin jaren 60 was hij gitarist in de band The Rocking Strings. Hij speelde tussen 1965 en 1967 slaggitaar bij Cuby + Blizzards en is onder meer te horen op de singles Stumble and fall en I'm so restless en op het debuutalbum Desolation (1966). Vanwege militaire dienstplicht verliet Kinds de band in 1967; hij werd vervangen door Herman Brood.
Van 1968 tot 1972 was Kinds de roadmanager van Cuby + Blizzards. Hierna stapte hij over naar theater De Kolk in Assen, waar hij toneelmeester werd.
In 1973 en 1974 speelde Kinds nog mee op de afscheidsconcerten van Cuby + Blizzards, en in 1990 was hij deelnemer van een reünieconcert vanwege het 25-jarig jubileum van Harry Muskee als muzikant.